# Jan Olsson (football, 1944)
Ne pas confondre avec son homonyme et compatriote Jan Olsson, né en 1942.
Pour les articles homonymes, voir Jan Olsson.
Jan Olsson (né le 18 mars 1944 à Kungshamn en Suède et mort le 17 mai 2023) est un footballeur international suédois, qui évoluait au poste de milieu de terrain, avant de devenir ensuite entraîneur.

## Biographie

### Carrière de joueur

#### Carrière en club
Il joue 64 matchs et inscrit 20 buts en Bundesliga avec le club allemand du VfB Stuttgart.

#### Carrière en sélection
Avec l'équipe de Suède, il joue 23 matchs (pour un but inscrit) entre 1967 et 1973. 
Il joue son premier match en équipe nationale le 25 juin 1967 contre le Danemark et son dernier le 25 juin 1973 contre le Brésil.
Il figure dans le groupe des sélectionnés lors de la Coupe du monde de 1970, jouant deux matchs : contre l'Italie puis contre l'équipe d'Israël.